# Brigitte Auber
Brigitte Auber, születési nevén Brigitte Marie Claire Cahen de Labzac (Párizs, 1925. április 27. –)) francia színpadi, film- és televíziós színésznő. Hazájában főleg drámai színpadi előadóként ismert. drámai Szerepelt Alfred Hitchcock 1955-ös Fogjunk tolvajt! című romantikus, bűnügyi thrillerfilmjében

## Élete

### Származása
Brigitte Marie Claire Cahen de Labzac néven született, Párizs 14. kerületében. Apja Robert Cahen francia író, irodalomtörténész volt, Honoré de Balzac műveinek kutatója, aki Robert de Labzac néven publikálta műveit. Az álnév Balzac nevének betűiből kreált anagramma..

### Színészi pályája

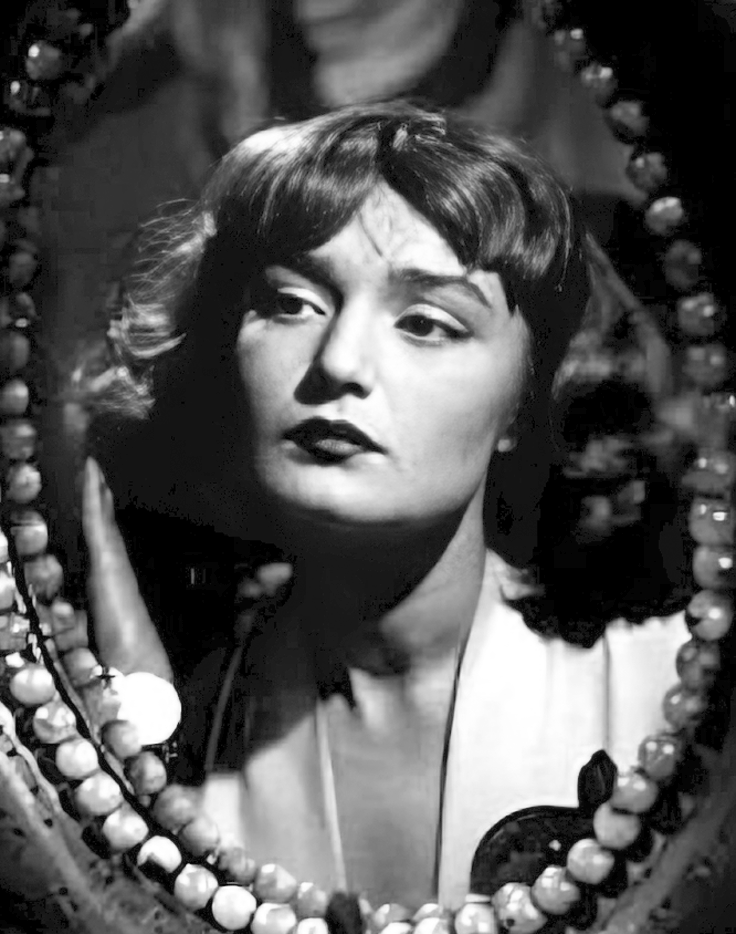
Thérèse szerepében Jacques Becker 1949-es Rendez-vous de juillet c. filmjében

Jacques Becker rendező 1946-os Párizs és tavasz (Antoine et Antoinette) című filmjének egyik kis mellékszerepében. Becker 1949-es Rendez-vous de juillet című romantikus zenés filmvígjátékában már főszerepet játszhatott, Daniel Gélin, Nicole Courcel és Maurice Ronet társaságában. 
1955-ben Alfred Hitchcock angol rendező szerepeltette Fogjunk tolvajt! című hollywoodi bűnügyi thrillerfilmjében, Cary Grant és Grace Kelly mellett.
Hitchcock filmjeiben a francia színésznők közül csak hárman szerepeltek: Auber, Dany Robin és Claude Jade. Auber jó eséllyel pályázott Hitchcock következő filmjének, a Bajok Harryvel-nek főszerepére, de a rendező végül egy kezdő színésznőt, Shirley MacLaine-t választotta helyette.
1959-ben François Gir rendező Mon pote le gitan című filmkomédiájának női főszerepét, Odette-et játszotta Louis de Funès oldalán.
1970-ben Claude de Givray rendező Mauregard című családtörténeti minisorozat egyik késői epizódjában az idős Françoise szerepét játszotta, a megelőző epizódban ugyanezt a karaktert, 20 évvel fiatalabb életkorában a másik francia „Hitchcock-színésznő”, Claude Jade alakította, aki a Mauregard-dal párhuzamosan forgatta a Topáz című filmet Hitchcockkal.
1971-ben Auber is aláírta az úgynevezett „343-ak kiáltványát” (manifeste des 343), amellyel a terhességmegszakítás jogát követelték a nők számára.
1998-ben Randall Wallace rendező A vasálarcos című kalandfilmjében Leonardo DiCaprio, Jeremy Irons, John Malkovich, Gérard Depardieu és Gabriel Byrne társaságában a francia anyakirályné (Anne Parillaud) komornáját alakította.
2025. április 27-én betöltötte 100. életévét. Jelenleg (2025) ő a legidősebb élő, aktívan dolgozó francia színésznő, megelőzve az 1926-ban született Judith Magre-t. A francia filmművészet doyenje (korelnöke) az 1924-ben született, visszavonultan élő Anne Vernon.

### Magánélete
1949-ben, Rendez-vous de juillet forgatásával egyidőben Auber viszonyt folytatott tánctanárával. 1957-ben néhány hónapon át a fiatal és ismeretlen Alain Delonnal élt együtt, életrajzírója, Bernard Violet szerint a Rue du Pré-aux-Clercs utcában, Párizs hetedik kerületében,,
saját nyilatkozata szerint a Rue des Boulangers utcában, ötödik kerületben.
Amikor Auber elutazott az 1957-es cannes-i filmfesztiválra, Alain Delon vele tartott a Côte d’Azur-re és együtt laktak Auber Saint-Paul-de-Vence-i házában.

## Főbb filmszerepei
- 1946: Az éjszaka kapui (Les portes de la nuit); bámészkodó lány (nem szerepel a címlapon)
- 1947: Párizs és tavasz (Antoine et Antoinette); esküvői vendég (nem szerepel a címlapon)
- 1949: Rendez-vous de juillet; Thérèse Richard
- 1950: Vendetta en Camargue; Huguette
- 1951: Sous le ciel de Paris; Denise Lambert
- 1951: Victor; Marianne
- 1952: L’amour toujours l’amour; Anita
- 1953: Femmes de Paris; Gisèle, tanítvány
- 1955: Fogjunk tolvajt! (To Catch a Thief); Danielle Foussard
- 1955: Les Aristocrates; Daisy de Maubrun
- 1956: Ce soir les jupons volent…; Blanche
- 1956: Lorsque l’enfant paraît; Annie Fouquet
- 1959: Mon pote le gitan; Odette
- 1962: Belles dames du temps jadis; tévéfilm; fotográfusnő
- 1964: L’écornifleur; tévéfilm; Blanche
- 1965: La petite hutte; tévéfilm; Suzanne
- 1970: Le coeur fou; Cécile Menessier
- 1970: Mauregard; tévé-minisorozat; a felnőtt Françoise
- 1977: Ne le dites pas avec des roses!…; tévésorozat; Suzanne Lafoy
- 1982: Mon curé chez les nudistes; Charlotte, Antoine felesége
- 1991: Quiproquos!; tévéfilm; Madame Pasquet
- 1992: Julie Lescaut; tévésorozat; Madame Soulier
- 1997: A költözés (Le déménagement); Blanche / Rose Colomb
- 1998: A vasálarcos (The Man in the Iron Mask); Anna anyakirályné kísérője
- 1998: Meurtres sans risque; tévéfilm; Gallais nagymama
- 2000: Oncle Paul; tévéfilm; Mireille anyja
- 2019: La sainte famille; Amélie „Bonne”
- 2023: Les aventures d’Aytl Jensen; tévésorozat; Suzette

## További információ
- Brigitte Auber az Internetes Szinkronadatbázisban (magyarul)
- Brigitte Auber az Internet Movie Database-ben (angolul)
- Brigitte Auber a Rotten Tomatoeson (angolul)
- Brigitte Auber az AlloCiné weboldalán (franciául)
- Brigitte Auber Profile (angol nyelven). famousfix.com
- Brigitte Auber (német nyelven). Filmdienst.de
- Brigitte Auber (magyar nyelven). MAFAB.hu
- Brigitte Auber (angol nyelven). MUBI.com